# أوجي إسحاق
أوجي إسحاق (بالإنجليزية: Augie Isaac)‏ ممثل أمريكي ولد في 5 أغسطس 2000 بدأ مشواره الفني عام 2013 .

## روابط خارجية
- أوجي إسحاق على موقع IMDb (الإنجليزية)
- أوجي إسحاق على موقع ألو سيني (الفرنسية)
- أوجي إسحاق على موقع قاعدة بيانات الفيلم (الإنجليزية)
- أوجي إسحاق على موقع كينوبويسك (الروسية)